# Hernán Darío Pellerano
Hernán Darío Pellerano (Buenos Aires, 4 de juny de 1984) és un futbolista professional argentí que juga al club argentí de San Martín de Tucumán.